# Iglesia de la Santa Cruz (La Alzina)
La Santa Cruz de la Alzina es una iglesia del pueblo de La Alzina, del término de San Esteban de la Sarga, en el Pallars Jussá de la provincia de Lérida. Aunque antiguamente tuvo la categoría de parroquia, es sufragánea de San Miguel de Moror, aunque en 1904 fue nuevamente declarada parroquia, categoría que perdió pronto.
Se trata de una iglesia románica bastante modificada con el paso de los años. De hecho, la parte románica conservada es al otro lado del cementerio, respecto de la iglesia actual.